# Samantha Mills
Samantha Mills (Port Noarlunga, Australia, 23 de marzo de 1992) es una clavadista o saltadora de trampolín australiana especializada en trampolín de 3 metros, donde consiguió ser medallista de bronce mundial en 2015 en los saltos sincronizados.

## Carrera deportiva
En el Campeonato Mundial de Natación de 2015 celebrado en Kazán (Rusia) ganó la medalla de bronce en los saltos sincronizados desde el trampolín de 3 metros, con una puntuación de 304 puntos, tras las chinas (oro con 351 puntos) y las canadienses (plata con 319 puntos), siendo su compañera de saltos Esther Qin.